# 昆氏武裝魷
昆氏武裝魷（学名：Enoploteuthis chuni）为武裝魷科武裝魷屬下的一个种。